# Fernando Croceri
Fernando Javier Croceri (ur. 6 stycznia 1960 roku w Buenos Aires) – argentyński kierowca wyścigowy.

## Kariera
Croceri rozpoczął karierę w międzynarodowych wyścigach samochodowych w 1981 roku od startów w Argentyńskiej Formule Renault, gdzie dwukrotnie stawał na podium, a raz na jego najwyższym stopniu. Z dorobkiem czterech punktów uplasował się na szesnastej pozycji w klasyfikacji generalnej. W późniejszych latach pojawiał się także w stawce Codasur F2, Południowoamerykańskiej Formuły 3, Formuły 3000, Brazylijskiej Formuły 3, TC2000 Argentina, South American Supertouring Championship, Turismo Carretera Argentina oraz Top Race V6 Argentina.
W Formule 3000 Argentyńczyk został zgłoszony do pięciu wyścigów sezonu 1988 z włoską ekipą Forti Corse. Nigdy jednak nie zdołał się zakwalifikować do wyścigu.